# Acanthurus blochii
El Acanthurus blochii es un pez cirujano, de la familia de los Acantúridos. Su nombre común en inglés es ringtail surgeonfish, o pez cirujano cola de anillo.Es un ágil y vistoso nadador. Ampliamente distribuido por el Indo-Pacífico tropical, es de las especies del género que alcanza mayor tamaño, con 45 cm de largo.

## Morfología
Posee la morfología típica de su familia, cuerpo comprimido lateralmente y ovalado. La boca es pequeña, protráctil y situada en la parte inferior de la cabeza. Tiene 9 espinas y entre 25 y 27 radios blandos dorsales; 3 espinas y entre 24 y 25 radios blandos anales. 
Como todos los peces cirujano, de ahí les viene el nombre común, tiene 2 espinas extraíbles a cada lado de la aleta caudal; que las usan para defenderse de otros peces.
Su coloración es gris azulada, con numerosas manchas color marrón oliva que tienden a formar líneas irregulares longitudinales. La cabeza está cubierta de finas estrías irregulares, y detrás del ojo, presenta una mancha amarilla. Las aletas pectorales son marrones, y la aleta caudal tiene un anillo blanco en la base y margen exterior con forma de luna menguante. La intensidad de la coloración del anillo caudal varía, y, en ocasiones, puede desaparecer.
Alcanza los 45 cm de largo. Se tiene noticia de ejemplares con hasta 35 años de vida.

## Hábitat y distribución
Es una especie bentopelágica. Suele verse, normalmente en grupos, a veces en "escuelas", en fondos blandos arenosos y rocosos de lagunas exteriores de arrecifes coralinos.
Su rango de profundidad está entre 2 y 15 metros, aunque se han localizado ejemplares entre 1 y 39 m de profundidad. Su rango de temperatura conocido es entre  25.70 y 28.74 °C.
Se distribuye en aguas tropicales del océano Indo-Pacífico. Es especie nativa de Australia; Brunéi Darussalam; Isla Channel;islas Cocos; Comoros; Islas Cook; Fiyi; Filipinas; Guam; Hawái; Indonesia; Japón; Isla Johnston; Kenia; Kiribati; Madagascar; Malasia; Islas Marshall; Mauricio; Mayotte; Micronesia; Mozambique; Nauru; Isla Navidad; Nueva Caledonia; Niue; Islas Marianas del Norte; Palaos; Papúa Nueva Guinea; Polinesia; Reunión; Samoa; Seychelles; Islas Salomón; Somalia; Isla Spratly; Sudáfrica; Timor-Leste; Tokelau; Tonga; Tuvalu; Vanuatu; Vietnam; Wallis y Futuna, Yemen y Yibuti.

## Alimentación
Se alimenta principalmente de capa vegetal que recubre parches de arena compactada, ingiriendo también los componentes usuales de la arena, lo que ayuda a la trituración de las algas en su estómago. Se alimenta también de diatomeas y detritus. Se le clasifica como herbívoro-detritívoro.

## Reproducción
Aunque de sexos separados como todos los Acantúridos, no presentan dimorfismo sexual. Son ovíparos y de fertilización externa. El desove sucede alrededor de la luna llena, estando sometido a la periodicidad del ciclo lunar. Las larvas pelágicas, llamadas Acronurus, evolucionan a juveniles cuando alcanzan los 6 cm. 

## Mantenimiento
La iluminación deberá ser necesariamente intensa para que pueda desarrollarse la colonia de algas suficiente de la que se alimenta. Además requiere mantener un buen número de roca viva entre la decoración del acuario con suficientes escondrijos.
Al igual que el resto de especies de cirujanos, son muy sensibles a determinadas enfermedades relacionadas con la piel. Es recomendable la utilización de esterilizadores ultravioleta para la eliminación de las plagas patógenas. 
Aunque es herbívoro, acepta tanto artemia y mysis congelados, como alimentos disecados. No obstante, una adecuada alimentación debe garantizar el aporte diario de vegetales, sean naturales o liofilizados, alga nori, espirulina, etc.